# Konferenz Nationaler Kultureinrichtungen

O Konferenz Nationaler Kultureinrichtungen (KNK) ou Conferência de Instituições Culturais Nacionais é uma união de mais de vinte organizações culturais da antiga Alemanha Oriental. Foi criado em 2002 em Halle.
Inclui as seguintes organizações:
- Stiftung Preußische Schlösser und Gärten
- Kulturstiftung Dessau-Wörlitz
- Fürst-Pückler-Park Bad Muskau
- Fürst-Pückler-Museum Park und Schloss Branitz
- Wartburg Eisenach
- Staatliche Kunstsammlungen Dresden
- Klassik Stiftung Weimar
- Staatliches Museum Schwerin
- Bauhaus Dessau
- Kurt Weill Centre, Dessau[2]
- Museu de Artes Aplicadas de Leipzig
- Museum der bildenden Künste, Leipzig
- Stiftung Moritzburg
- Kunstsammlungen Chemnitz
- Lindenau Museum Altenburg
- Luthergedenkstätten em Sachsen-Anhalt
- Franckesche Stiftungen zu Halle
- Senckenberg Naturhistorische Sammlungen Dresden
- Staatliche Ethnographische Sammlungen Sachsen
- Museu de Etnografia de Leipzig
- Museu de Instrumentos Musicais da Universidade de Leipzig
- Museu Alemão de Higiene, Dresden
- Deutsches Meeresmuseum Stralsund
- Bach-Archiv Leipzig
- Händel-Haus Halle